# أنطونيو كارلوس مورينو
أنطونيو كارلوس مورينو (11 يونيو 1948 بالبرازيل - ) هو لاعب كرة طائرة برازيلي. شارك في الألعاب الأولمبية الصيفية 1976 والألعاب الأولمبية الصيفية 1968 والألعاب الأولمبية الصيفية 1980 والألعاب الأولمبية الصيفية 1972.

## وصلات خارجية
- أنطونيو كارلوس مورينو على موقع دوري الدرجة الأولى الإيطالي للكرة الطائرة - رجال (الإيطالية)
- أنطونيو كارلوس مورينو على موقع أوليمبيديا (الإنجليزية)